# Marion Winkel-Wergen
Marion Winkel-Wergen (* 8. März 1957 in Heimbach) ist eine deutsche Künstlerin und Keramikerin.
Marion Winkel-Wergen arbeitet seit 1996 in ihrem Atelier in Heimbach (Eifel). Überregional wurde sie durch ihre Vogelskulpturen und Lichthüllen bekannt, die aus Keramik, Metall und Stein geschaffen werden.
Ihre Ausstellungen waren Art of Eden im botanischen Garten in Krefeld und Darmstadt (2003–2007), Skulpturengarten Neef in Köln-Sürth (1999) und Große Köpfe – Schräge Vögel in der Galerie Sailer in Wissen (2004).
Sie ist Gründungsmitglied der in Heimbach seit 2006 bestehenden Gruppe Augenweide, die Arbeitsgemeinschaft von Galeristen und Künstlern aus Heimbach. Ziel der Gruppe ist es, das Kulturprogramm in Heimbach durch Kunst zu bereichern.
2008 stellte sie ihre neuen Arbeiten auf dem Euregio Keramikmarkt im Töpfereimuseum Raeren aus. Dabei wurde sie mit dem Besucherpreis für die beste Präsentation und ihre Dushis ausgezeichnet. Das Töpfereimuseum Raeren stellt im Rahmen der Ausstellung der Preisträger der letzten Jahre eines ihrer Kunstwerke aus.

## Ausstellungen
- 1999 Skulpturengarten Neef
- 2003–2007 Art of Eden in Krefeld und Darmstadt
- 2004 Große Köpfe – Schräge Vögel in der Galerie Sailer in Wissen
- 2005 Ladies First in der Galerie Kunstwerk in Heimbach
- 2008 Euregio Keramikmarkt in Raeren/Belgien
- 2009 Euregio Preisträgerausstellung in Raeren/Belgien